# Peugeot 5008
Peugeot 5008 – samochód osobowy typu minivan klasy kompaktowej, a następnie SUV klasy średniej produkowany pod francuską marką Peugeot od 2009 roku. Od 2024 roku produkowana jest trzecia generacja modelu.

## Pierwsza generacja

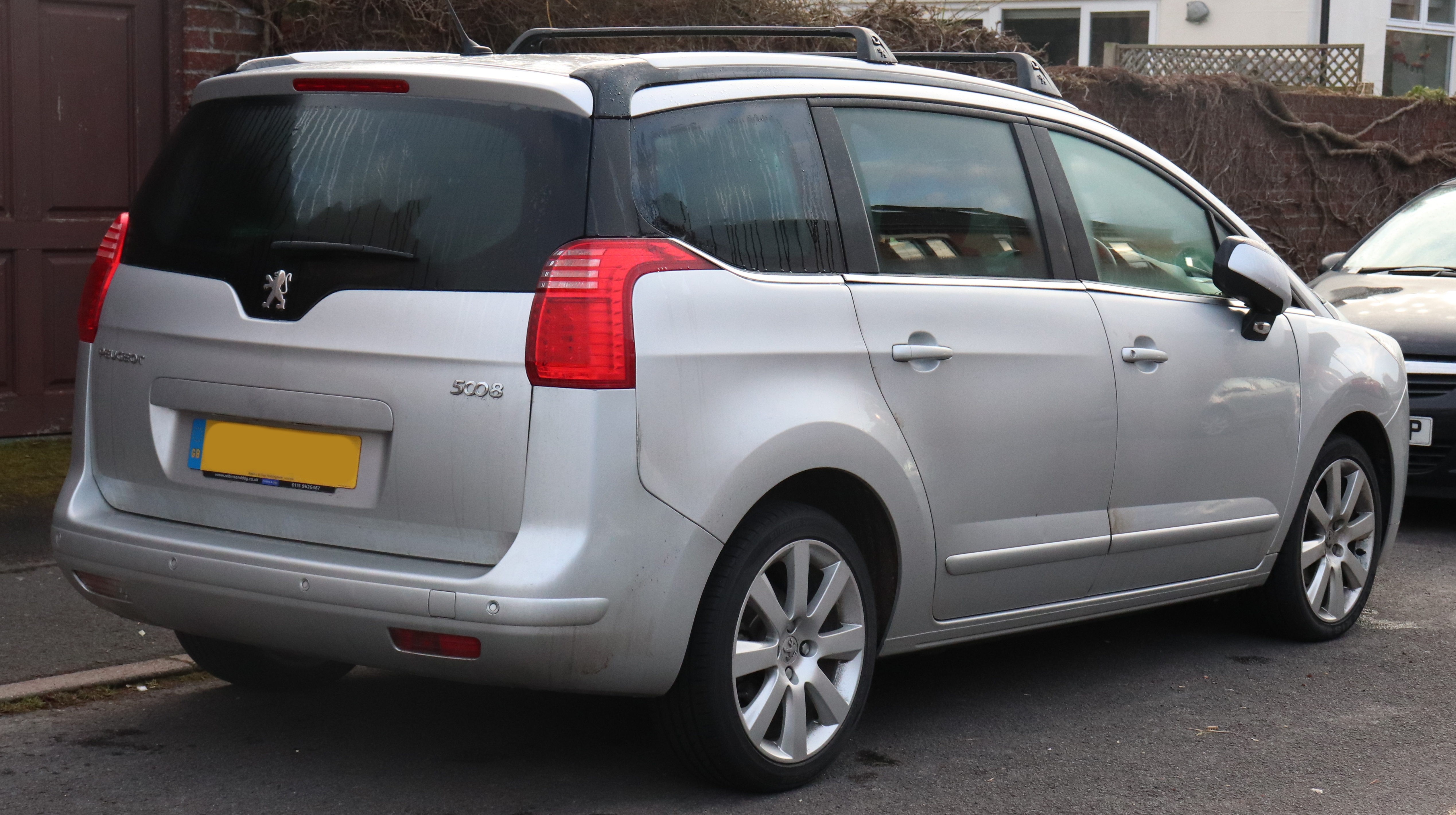
Peugeot 5008 I - tył

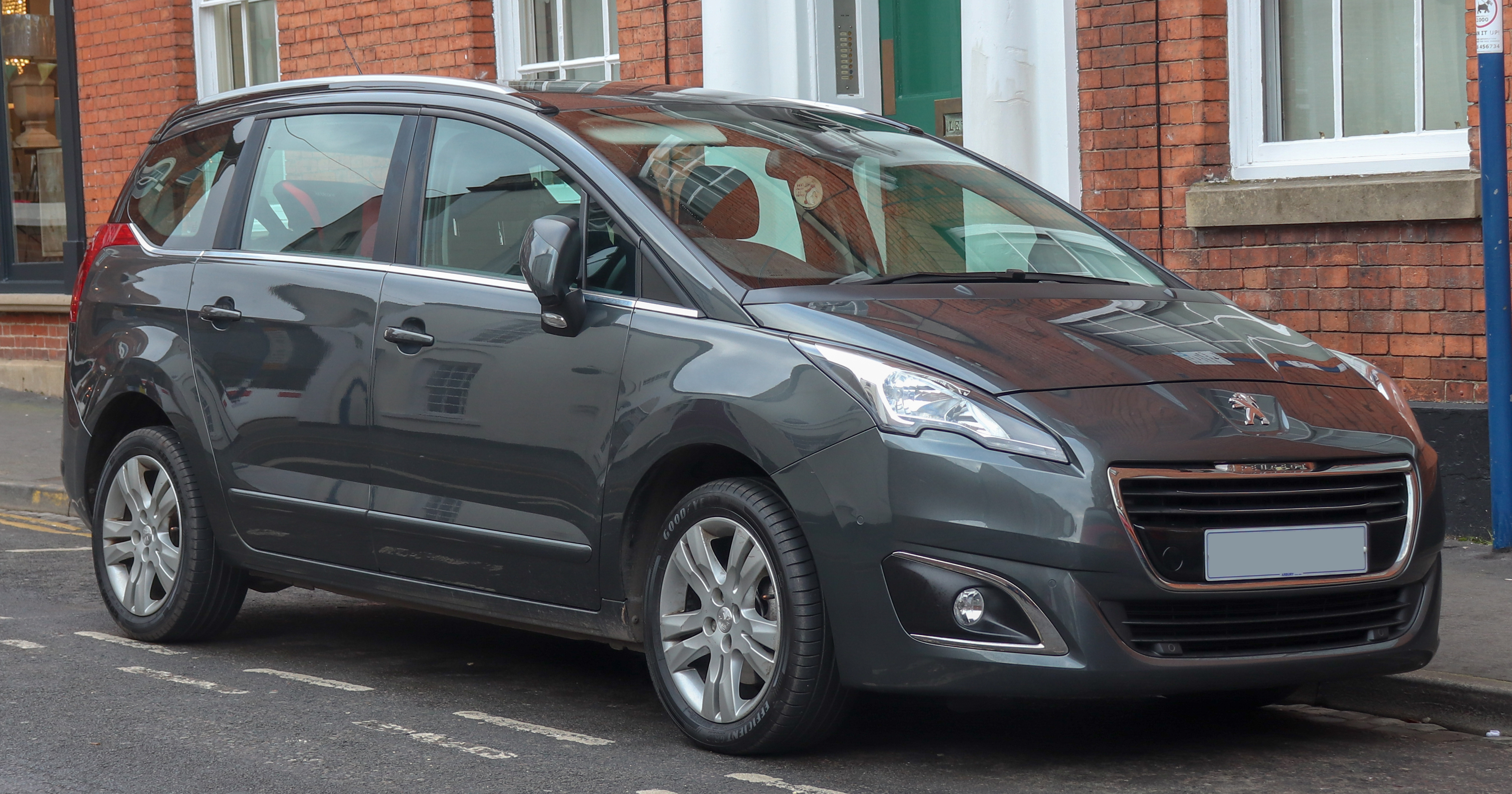
Peugeot 5008 I po liftingu

Peugeot 5008 I został zaprezentowany po raz pierwszy w 2009 roku.
Pierwsza generacja 5008 powstała jako kompaktowy minivan będący blisko spokrewnionym wizualnie z kompaktowym crossoverem 3008. Samochód został zaprezentowany we wrześniu 2009 roku na Salonie we Frankfurcie. W ofercie dostępny był wariant pięcio- oraz siedmioosobowy. Konstrukcyjnie oprócz powiązań z 3008 kompaktowy minivan powiązany jest także z Citroënem Grand C4 Picasso. W 2013 roku samochód przeszedł facelifting upodabniający wygląd auta do reszty gamy - pojawił się nowy grill, logo umieszczone na masce oraz inny kształt reflektorów. 5008 pierwszej generacji był pierwszym i zarazem ostatnim kompaktowym minivanem w historii francuskiej marki - Peugeot trafił bowiem w końcowy okres koniunktury na samochody tego typu, której szczyt przypadł na przełom końca lat 90. XX wieku i pierwszego dziesięciolecia XXI wieku. Drugie wcielenie modelu reprezentuje już zupełnie inny typ i segment samochodu.

### Wersje wyposażeniowe
- Trendy
- Premium
- Family (m.in. szklany dach)

## Druga generacja

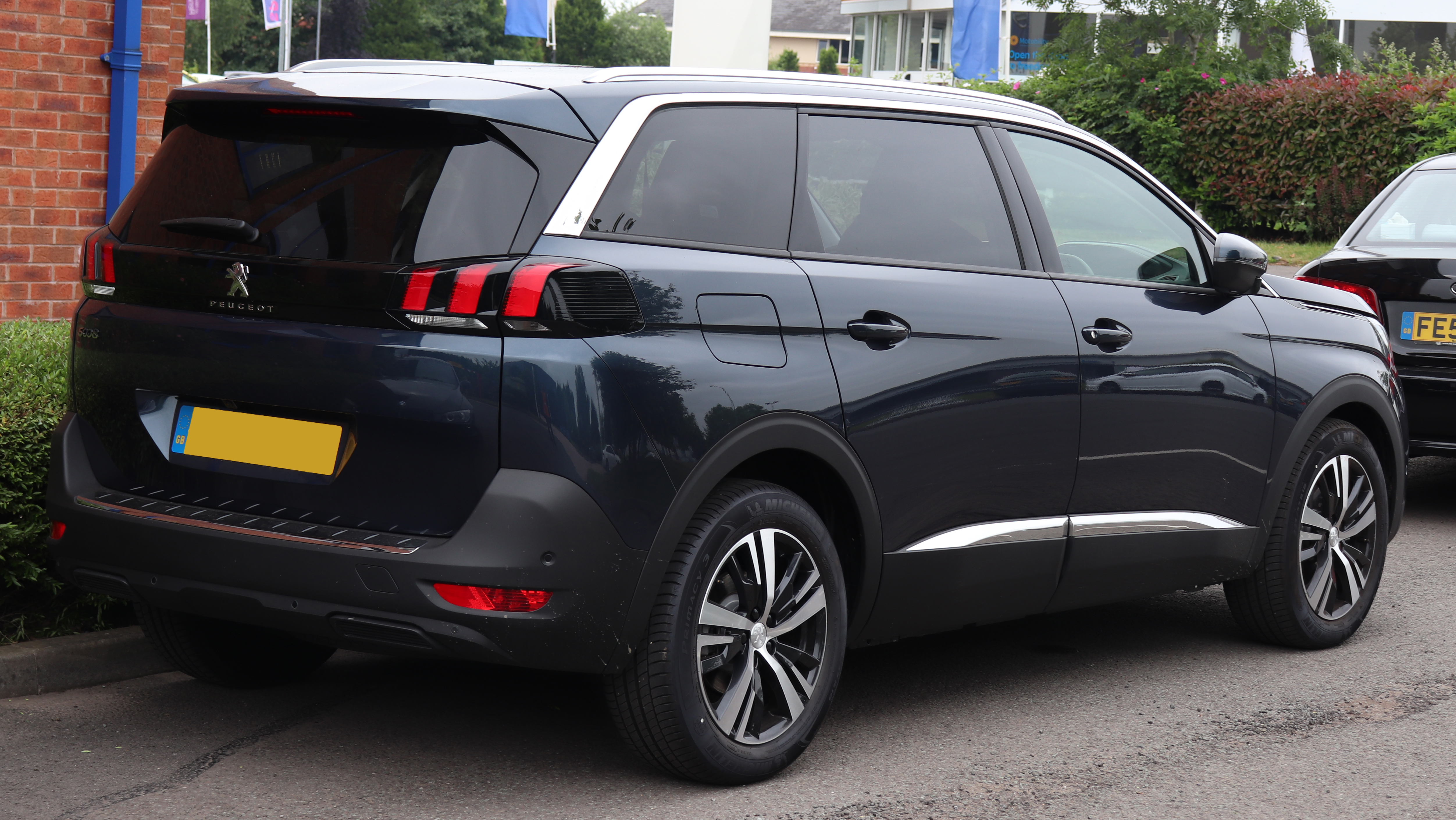
Pegueot 5008 II - tył

Peugeot 5008 II został zaprezentowany po raz pierwszy w 2017 roku.

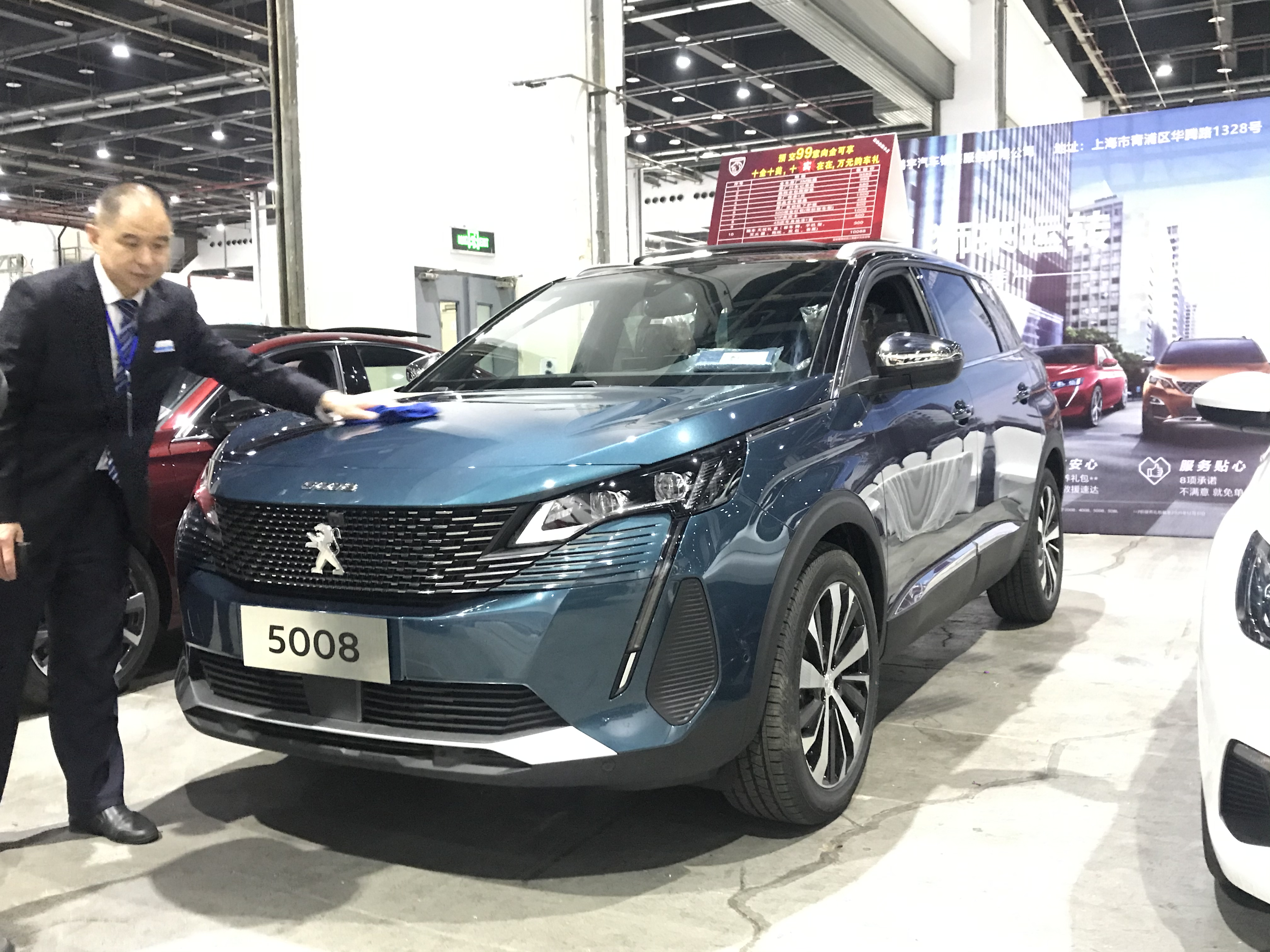
Peugeot 5008 II - po faceliftingu

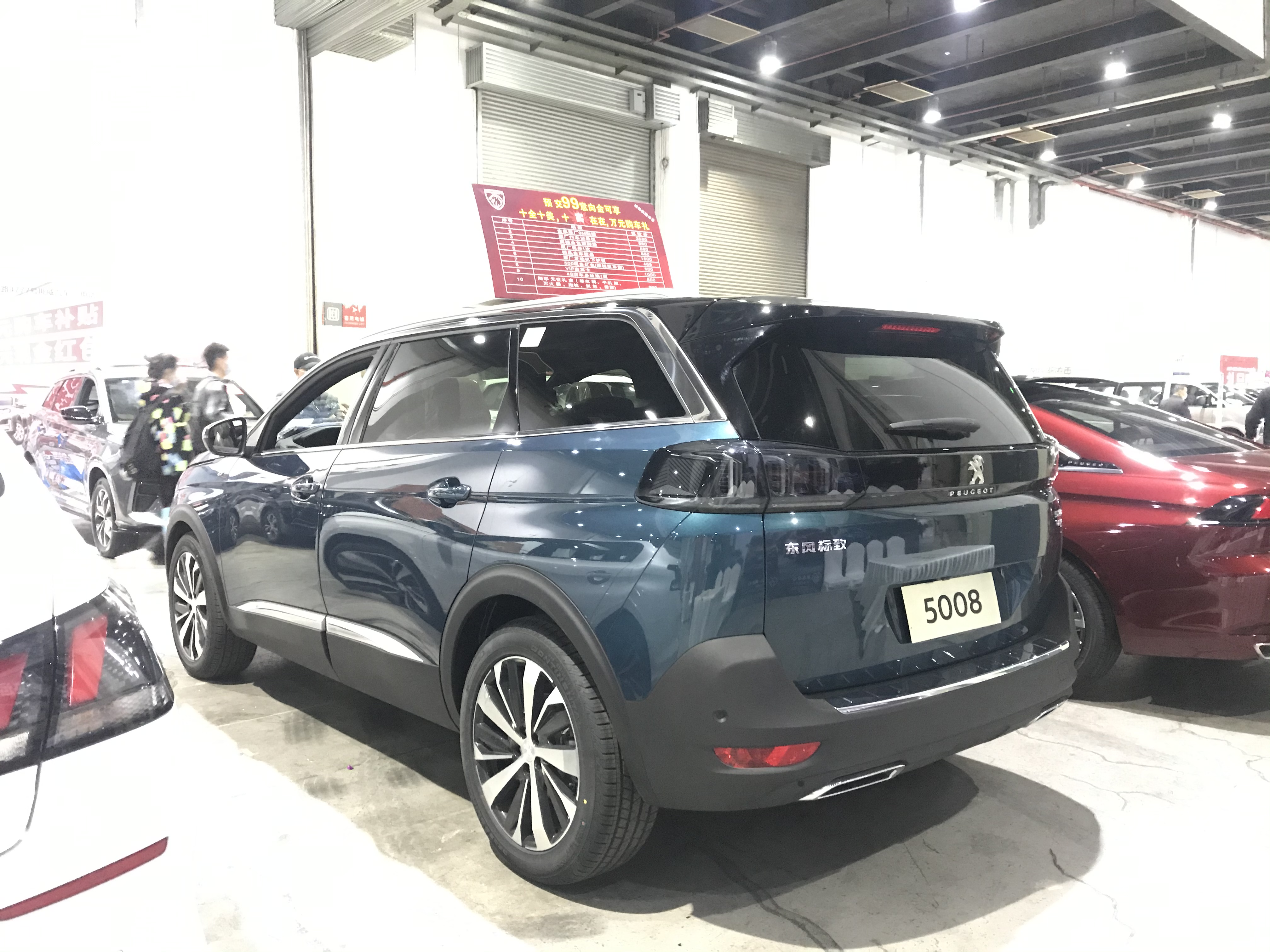
Peugeot 5008 - po faceliftingu - tył

Drugie wcielenie Peugeota 5008 zadebiutowało na Salonie w Paryżu jesienią 2016 roku. Jest to model diametralnie inny. Francuski producent widząc zmiany w popularności poszczególnych segmentów porzucił ideę kontynuowania produkcji kompaktowego minivana, jakim była pierwsza generacja, na rzecz rozbudowania swojej gamy crossoverów. Z racji, iż funkcję, analogicznie względem hierarchii minivanów, kompaktowego crossovera pełni już model Peugeot 3008, który w 2016 roku także otrzymał nowe wcielenie, model 5008 awansował o segment wyżej i stał się crossoverem klasy średniej konkurując z takimi samochodami, jak Kia Sorento, Honda CR-V, Nissan X-Trail albo Škoda Kodiaq. Z tego też względu wymiary samochodu z zakresu wysokości i długości zwiększyły się. 

## Trzecia generacja

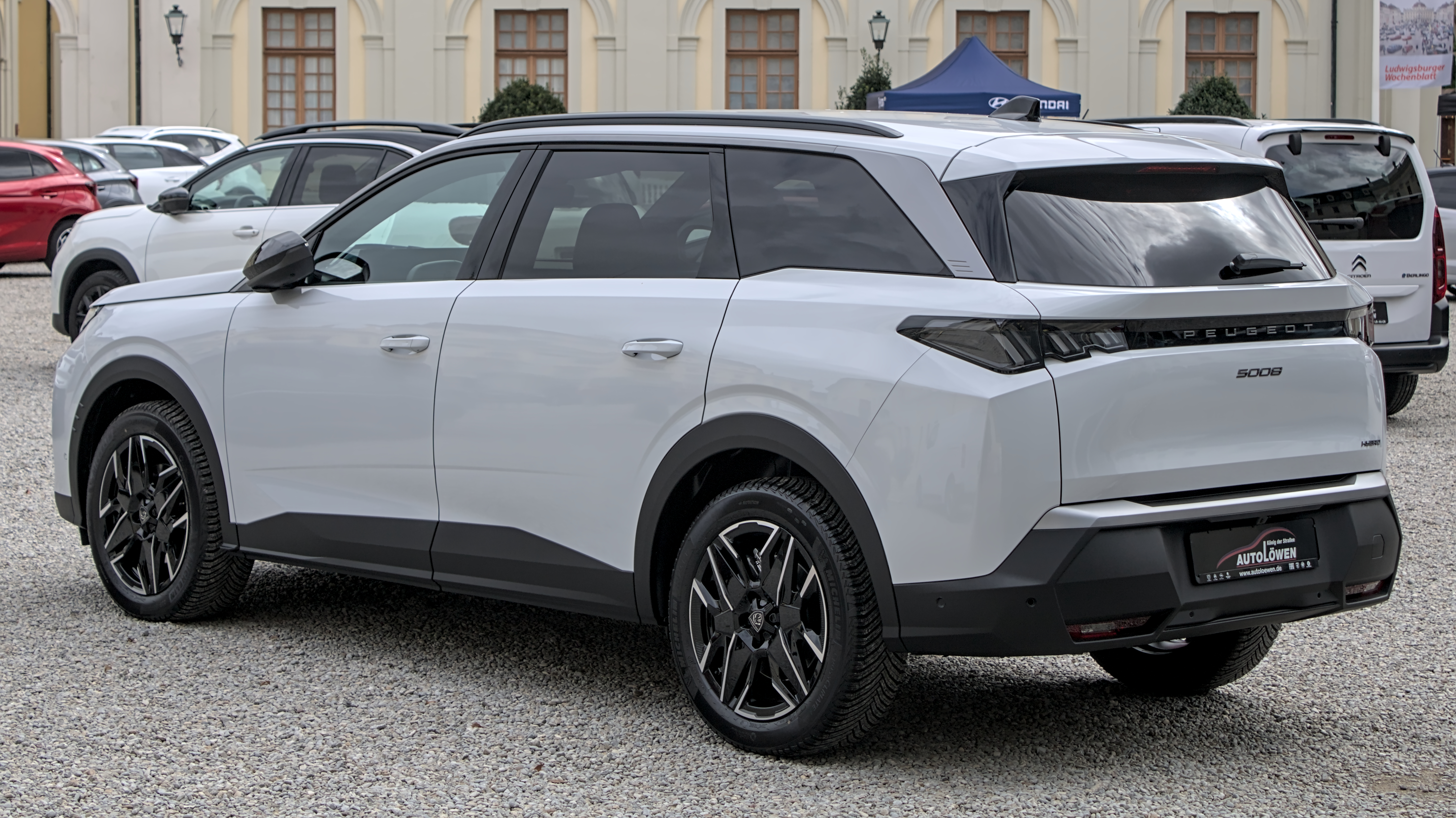
Pegueot 5008 III - tył

Peugeot 5008 III został zaprezentowany po raz pierwszy w 2024 roku.
Podobnie jak poprzednik oferuje trzy rzędy siedzeń. Po raz pierwszy w historii modelu trzecia generacja jest dostępna także w wersji elektrycznej. Ofertę silników spalinowych otworzy wariant 1.2 PureTech MHEV, który oferuje 136 KM. Natomiast w 2025 roku gamę silników uzupełni hybryda plug-in 195 e-DCS7. Jest dłuższy o 15 cm od poprzednika. Nowy model ma podniesioną linię dachu, która zapewnia więcej przestrzeni nad głowami pasażerów. Samochód może pomieścić od 259 l do 1815 l.